# Mistrzostwa Europy w Boksie 1996
XXXI Mistrzostwa Europy w Boksie (mężczyzn) odbyły się w dniach 30 marca – 5 kwietnia 1996 w Vejle. Walczono w dwunastu kategoriach wagowych. Startowało 304 uczestników z 41 państw, w tym dwunastu reprezentantów Polski.

## Medaliści

### Waga papierowa
| Złoto                  | Srebro                 | Brąz                                           |
| ---------------------- | ---------------------- | ---------------------------------------------- |
| Daniel Petrow Bułgaria | Ołeh Kyriuchin Ukraina | Rafael Lozano Hiszpania · Sabin Bornei Rumunia |

### Waga musza
| Złoto                 | Srebro                  | Brąz                                            |
| --------------------- | ----------------------- | ----------------------------------------------- |
| Albert Pakiejew Rosja | Julian Strogow Bułgaria | Damaen Kelly Irlandia · Serhij Kowhanko Ukraina |

### Waga kogucia
| Złoto               | Srebro                     | Brąz                                              |
| ------------------- | -------------------------- | ------------------------------------------------- |
| István Kovács Węgry | Raimkul Małachbiekow Rosja | Aleksandyr Christow Bułgaria · John Larbi Szwecja |

### Waga piórkowa
| Złoto               | Srebro                   | Brąz                                        |
| ------------------- | ------------------------ | ------------------------------------------- |
| Ramaz Paliani Rosja | Serafim Todorow Bułgaria | Scott Harrison Szkocja · David Burke Anglia |

### Waga lekka
| Złoto                    | Srebro                  | Brąz                                                    |
| ------------------------ | ----------------------- | ------------------------------------------------------- |
| Leonard Doroftei Rumunia | Tonczo Tonczew Bułgaria | Christian Giantomassi Włochy · Vahdettin İşsever Turcja |

### Waga lekkopółśrednia
| Złoto              | Srebro                     | Brąz                                                    |
| ------------------ | -------------------------- | ------------------------------------------------------- |
| Oktay Urkal Niemcy | Nurhan Süleymanoğlu Turcja | Radosław Suslekow Bułgaria · Siarhiej Bykouski Białoruś |

### Waga półśrednia
| Złoto          | Srebro                | Brąz                                          |
| -------------- | --------------------- | --------------------------------------------- |
| Al Hasan Dania | Marian Simion Rumunia | Oleg Saitow Rosja · Serhij Dzyndzyruk Ukraina |

### Waga lekkośrednia
| Złoto                   | Srebro              | Brąz                                         |
| ----------------------- | ------------------- | -------------------------------------------- |
| Francisc Vaştag Rumunia | Markus Beyer Niemcy | György Mizsei Węgry · Pavel Polakovič Czechy |

### Waga średnia
| Złoto             | Srebro            | Brąz                                              |
| ----------------- | ----------------- | ------------------------------------------------- |
| Sven Ottke Niemcy | Zsolt Erdei Węgry | Jean-Paul Mendy Francja · Aleksandr Lebziak Rosja |

### Waga półciężka
| Złoto                | Srebro                       | Brąz                                         |
| -------------------- | ---------------------------- | -------------------------------------------- |
| Pietro Aurino Włochy | Jean-Louis Mandengué Francja | Dmitrij Wybornow Rosja · Yusuf Öztürk Turcja |

### Waga ciężka
| Złoto                | Srebro                   | Brąz                                              |
| -------------------- | ------------------------ | ------------------------------------------------- |
| Luan Krasniqi Niemcy | Christophe Mendy Francja | Wojciech Bartnik Polska · Kwamena Turkson Szwecja |

### Waga superciężka
| Złoto                | Srebro                    | Brąz                                     |
| -------------------- | ------------------------- | ---------------------------------------- |
| Aleksiej Lezin Rosja | Wołodymyr Kłyczko Ukraina | Attila Levin Szwecja · René Monse Niemcy |

## Występy Polaków
- Andrzej Rżany (waga papierowa) przegrał pierwszą walkę w eliminacjach z Pálem Lakatosem (Węgry)
- Daniel Zajączkowski (waga musza) przegrał pierwszą walkę w eliminacjach z Vladislavem Neymanem (Izrael)
- Robert Ciba (waga kogucia) przegrał pierwszą walkę w eliminacjach z Johnem Larbim (Szwecja)
- Maciej Zegan (waga piórkowa) przegrał pierwszą walkę w eliminacjach z Santiago Nievą (Szwecja)
- Dariusz Snarski (waga lekka) przegrał pierwszą walkę w eliminacjach z Leonardem Doroftei (Rumunia)
- Jacek Bielski (waga lekkopółśrednia) wygrał w eliminacjach z Jamesem Penderem (Szkocja) i z Adrianem Suteu (Austria), a w ćwierćfinale przegrał z Oktayem Urkalem (Niemcy)
- Marian Sokół (waga półśrednia) przegrał pierwszą walkę w eliminacjach z Vitalijusem Karpačiauskasem (Litwa)
- Józef Gilewski (waga lekkośrednia) wygrał w eliminacjach z Romanem Aleksiejewem (Estonia), a w ćwierćfinale przegrał z Pavlem Polakovičem (Czechy)
- Tomasz Borowski (waga średnia) przegrał pierwszą walkę w eliminacjach z Zsoltem Erdei (Węgry)
- Zbigniew Górecki (waga półciężka) przegrał pierwszą walkę w eliminacjach z Jeanem-Louisem Mandengué (Francja)
- Wojciech Bartnik (waga ciężka) wygrał w eliminacjach z Gitasem Juškevičiusem (Litwa), w ćwierćfinale z Aleksiejem Chudinowem (Rosja), a w półfinale przegrał z Luanem Krasniqi (Niemcy) zdobywając brązowy medal
- Henryk Zatyka (waga superciężka) przegrał pierwszą walkę w eliminacjach ze Attilą Levinem (Szwecja)